# Jaxon Smith-Njigba
Jaxon Smith-Njigba (geboren am 14. Februar 2002 in Rockwall, Texas) ist ein US-amerikanischer American-Football-Spieler auf der Position des Wide Receivers. Er spielte College Football für die Ohio State Buckeyes und wurde im NFL Draft 2023 in der ersten Runde von den Seattle Seahawks ausgewählt.

## Frühe Jahre
Smith-Njigba wuchs in Rockwall, Texas auf und besuchte die Rockwall High School. In seinem letzten Jahr konnte er 104 Pässe für 2.094 Yards und 35 Touchdowns fangen. Er spielte im All-American Bowl 2019 und wurde als Highschool All-American von Sports Illustrated und USA Today ausgezeichnet. Nach der Highschool entschied er sich, College Football für die Ohio State Buckeyes der Ohio State University zu spielen.

## College
Als Freshman spielte Smith-Njigba 2020 in sieben Spielen und konnte zehn Pässe für 49 Yards und einen Touchdown fangen. 2021 wurde er der Starter als Slot Receiver neben den Outside Receivern Chris Olave und Garrett Wilson. Während der Saison konnte er beim 26:17-Sieg gegen Nebraska mit 15 gefangenen Pässen für 240 Yards und einen Touchdown einen neuen Schulrekord aufstellen. Am Ende der Saison konnte er mit den Buckeyes mit einer von Bilanz von 11–2 den Rose Bowl erreichen, welchen Ohio State gegen Utah mit 48–45 gewann. In diesem Spiel konnte er während der Abwesenheit von Olave und Wilson 15 Pässe für 347 Yards und drei Touchdowns fangen und damit einen neuen Rekord für die meisten gefangenen Yards in einem Bowl Game in der FBS aufstellen. Für diese Leistung wurde er als MVP des Spiels ausgezeichnet.

### Statistiken
| Saison                       | Team       | Spiele | Passspiel | Passspiel | Passspiel | Passspiel |
| Saison                       | Team       | Spiele | Rec       | Yds       | Avg       | TD        |
| ---------------------------- | ---------- | ------ | --------- | --------- | --------- | --------- |
| 2020                         | Ohio State | 7      | 10        | 49        | 4,9       | 1         |
| 2021                         | Ohio State | 13     | 95        | 1.606     | 16,9      | 9         |
| Karriere                     | Karriere   | 19     | 105       | 1.655     | 15,8      | 10        |
| Quelle: sports-reference.com |            |        |           |           |           |           |

## NFL
Im NFL Draft 2023 wurde Smith-Njigba an 20. Stelle von den Seattle Seahawks ausgewählt und war damit der erste in diesem Draft ausgewählte Wide Receiver.

### Statistiken
| Jahr                               | Team             | Spiele | Starts | Passspiel | Passspiel | Passspiel | Passspiel | Passspiel | Passspiel |
| Jahr                               | Team             | Spiele | Starts | Rec       | Tgt       | Yds       | Avg       | TD        | Lng       |
| ---------------------------------- | ---------------- | ------ | ------ | --------- | --------- | --------- | --------- | --------- | --------- |
| 2023                               | Seattle Seahawks | 17     | 3      | 63        | 93        | 628       | 10,0      | 4         | 35        |
| 2024                               | Seattle Seahawks | 17     | 16     | 100       | 137       | 1.130     | 11,3      | 6         | 46        |
| Karriere                           | Karriere         | 34     | 19     | 163       | 230       | 1.758     | 10,8      | 10        | 46        |
| Quelle: pro-football-reference.com |                  |        |        |           |           |           |           |           |           |

## Persönliches
Smith-Njigbas älterer Bruder Canaan Smith-Njigba spielt Baseball für die Pittsburgh Pirates.